# Baltic (Dakota del Sud)
Baltic è un comune (city) degli Stati Uniti d'America della contea di Minnehaha nello Stato del Dakota del Sud. La popolazione era di 1 089 abitanti al censimento del 2010.

## Geografia fisica
Baltic è situata a 43°45′44″N 96°44′16″W (43.762331, -96.737707).
Secondo lo United States Census Bureau, la città ha una superficie totale di 1,98 km², dei quali 1,93 km² di territorio e 0,05 km² di acque interne (2,75% del totale).
A Baltic è stato assegnato lo ZIP code 57003 e lo FIPS place code 03380.

## Storia
Baltic originariamente si chiamava St. Olaf, e sotto quest'ultimo nome fu progettata nel 1881. Un altro nome variante era Keyes. Un ufficio postale fu creato con il nome di Saint Olaf nel 1872, il nome venne cambiato in Keyes nel 1887, e fu di nuovo cambiato definitivamente in Baltic nel 1889.

## Società

### Evoluzione demografica
Secondo il censimento del 2010, la popolazione era di 1 089 abitanti.

### Etnie e minoranze straniere
Secondo il censimento del 2010, la composizione etnica della città era formata dal 95,41% di bianchi, lo 0,46% di afroamericani, lo 0,92% di nativi americani, lo 0% di asiatici, lo 0% di oceanici, il 2,11% di altre razze, e l'1,1% di due o più etnie. Ispanici o latinos di qualunque razza erano il 2,2% della popolazione.